# Estadio Myrick
Estadio Myrick o Estadio de béisbol de Almirante:  Es un estadio de béisbol localizado  en Almirante (Cabecera), Distrito y Corregimiento de Almirante, Provincia de Bocas del Toro, Republica de Panamá  ubicado en la Calle Olmedo Solé. 
Estadio Myrick está situado cerca del Hospital El Almirante y de la estación marítima Transporte Torres. Es la sede alternativa de los Tortugueros de Bocas del Toro en los Campeonatos de Béisbol Nacional Mayor y Juvenil. 

## Historia

### Origen del Nombre
En 1953 se inaugura el Estadio Myrick, nombre tomado del gerente de la compañía bananera  Chiriqui Land Company, el estadounidense  Gardner Ayres Myrick (1894-1952), quien impulsa el proyecto para la construcción del Estadio, siendo parte de la política de la compañía bananera para impulsar el deporte en las Provincias de Chiriquí y Bocas del Toro y otras obras y construcciones obligadas por contrato con el Gobierno de la República de Panamá.  Su nombre es para honrar su memoria. 
Este estadio seria sede por varios años de los campeonatos de béisbol y softbol profesional de la provincia de Bocas del Toro y a nivel nacional. Es en este mismo estadio es donde fallece el reconocido jugador de béisbol, el campo corto santeño,  Olmedo Solé  el día 27 de marzo de 1956. 
Por esta razón la calle contigua al estadio Myrick, en Media Milla camino a Zegla, llevan su nombre.

### Reinauguración
En enero del 2023 fue reinaugurado  por el Gobierno Nacional de Panamá, bajo la administración de Laurentino Cortizo. El Estadio tuvo una inversión de B/4, 991,210.00 millones para su construcción.
El primer juego oficial el equipo de Bocas del Toro se enfrentó a Veraguas en el Campeonato Nacional de Béisbol Juvenil 2023, el resultado final favoreció a los de Veraguas con un marcador de 8-5, con buena labor de Isaac Rodríguez, quien tiró 6.2 entradas de una carrera. Perdió Eivar Díaz. Tras este resultado, Bocas marcha tercero con marca de 9-3 mientras que Veraguas está décimo con 4-7.

## Facilidades
El estadio de Almirante tiene medidas reglamentarias para béisbol juvenil y mayor, graderías techadas para 1130 fanáticos, área VIP de 130 personas, áreas de kioscos y taquillas, dormitorios, tablero electrónico, sistema de riego automático para el terreno de juego, luminarias tipo LED, entre otras facilidades.